# 内里奥·亚历山大
Nerio Alessandri（1961年4月8日—），是義大利加泰奧鎮人。他是義大利健身器材品牌「泰諾健」（Technogym）的創始者兼現任總裁(自1983年)

## 自傳
1983年,22歲的Nerio Alessandri憑藉著對運動的熱情與工業設計的專業在自家的車庫開發了Technogym首批的健身器材,
由他所設計的Technogym第一代商用室內健身器材“Isotonic”系列與第一代的家用室內健身器材“Unica”系列相繼於1984年和1986年問市
1988年,他為Technogym的產品註冊了“CPR有氧訓練系統”(一種偵測手握心跳/無線心跳的科學算法)
1993年,他在義大利里米尼市(Rimini)的首屆加州貿易國際年會(California Tradefair International Conference)上公開發表了他對“康健”(Wellness)的看法: “康健”(Wellness)是一種生活型態結合了持續的身體活動, 均衡的飲食和積極的生活態度. 自此,“康健”(Wellness)成為了Technogym的核心價值觀, 並新增“The Wellness Company”為其企業的正式標誌.
2001年,他自當時的義大利總理Carlo Azeglio Ciampi手上接獲“產業爵士”的頭銜(Cavaliere del Lavoro), 成為目前義大利史上最年輕的爵士.
2003年11月,他被提名為義大利“2003年度企業家”及“世界企業家的義大利代表”
2004年3月,他被選為義大利產業人士協會(Association of Italian Industrialists)的董事,2008年他再度被指派擔任該協會未來四年的董事
2004年4月,他取得義大利烏爾比諾大學電動工程學院的榮譽學位(Laurea Honoris Causa).
2004年11月,義大利總理頒發義大利品質達文西獎(Leonardo Award for Italian Quality)予Nerio Alessandri
2005年4月,他獲頒博洛尼亞大學生物醫學工程學院(Faculty of Biomedical Engineering at the University of Bologna)的榮譽學位(Laurea ad Honorem)
2007年11月,美國全國商會(United States Chamber of Commerce)提名他為經濟類的年度企業家.
2009年2月,他被選為義大利李奧納多達文西協會(Leonardo Committee)的副總裁, 該協會致力於推廣義大利製產品與維護其品質和國際形象
2009年9月,他被世界衛生組織旗下的世界心臟協會(World Heart Federation)表彰為對全球健康生活型態的推廣有特殊貢獻的“世界之心”(World Heart Champion) 
2010年5月,他獲選Guido Carli企業社會責任類的獎項
1. ↑  . Technogym.com.   [2012-06-12]. （原始内容存档于2013-01-28）.
2. ↑  . Fitnesschic.it.   [2012-06-12]. （原始内容存档于2018-10-29）.
3. ↑  .   [2014-09-13]. （原始内容存档于2013-01-28）.